# Fehérgyarmat
Fehérgyarmat is een plaats (város) en gemeente in het Hongaarse comitaat Szabolcs-Szatmár-Bereg. Fehérgyarmat telt 8712 inwoners (2005).